# Зайцев Ігор Григорович
Ігор Григорович Зайцев (рос. Игорь Григорьевич Зайцев; нар. 14 березня 1961, Красний Луч, Луганська область) — російський актор театру та кіно, режисер театру, кіно, кліпів та реклами, сценарист українського походження.

## Біографія
Ігор Зайцев народився 14 березня 1961 року в місті Красний Луч (нині — Хрустальний), що на Луганщині. У 1981 році закінчив Ростовське училище мистецтв, спеціальність «Актор театру». У 1990 році закінчвив Театральний інститут ім. Щукіна, спеціальність «Режисер драми». У 1983-1991 роках працював у Камчатському театрі драми (режисер-постановник, актор). У 1991-1993 роках — актор і режисер театру «Школа драматичного мистецтва». У 1993-1995 роках — режисер, керівник експериментальної студії театру «Біля будинку Станіславського».

## Реклама
1995-2003 роки — Режисер реклами та музичного відео для гурту «Машина времени», Наталі та інших.
Близько сорока рекламних роликів, включаючи такі бренди, як Toyota, DuPont, Panasonic, Canon, Electrolux.

## Фільмографія

### Актор
| Рік  | Назва                    |
| ---- | ------------------------ |
| 2009 | Канікули суворого режиму |
| 2013 | Чкалов                   |
| 2013 | Червоні гори             |
| 2018 | Тобол                    |

### Режисер
| Рік  | Назва                    |
| ---- | ------------------------ |
| 1992 | Хто там?                 |
| 2005 | Єсенін                   |
| 2007 | Диверсант. Кінець війни  |
| 2009 | Канікули суворого режиму |
| 2013 | Чкалов                   |
| 2013 | Червоні гори             |
| 2015 | Велика                   |
| 2015 | Фантазія білих ночей     |
| 2016 | Пурга                    |
| 2018 | Тобол                    |
| 2021 | За годину до світанку    |
| 2021 | Бендер: Початок          |
| 2021 | Бендер: Золото імперії   |
| 2021 | Бендер: Остання афера    |
| 2021 | Бендер                   |
| 2022 | Королі вулиць            |

### Сценарист
| Рік  | Назва                |
| ---- | -------------------- |
| 2015 | Фантазия белых ночей |

## Нагороди
- 2008: «Найкращий телесеріал Першого каналу» («Канікули суворого режиму»).
- 2008: Номінація «ТЕФІ», «Найкращий режисер і найкращий телесеріал» («Диверсант. Кінець війни»).
- 2008: Премія «Золотий орел» «Найкращий телесеріал» («Диверсант. Кінець війни»).
- 2009: Гран-прі Московського Міжнародного фестивалю комедійних фільмів («Канікули суворого режиму»).